# Я — вожатий форпосту
«Я — вожатий форпосту» (рос. «Я — вожатый форпоста») — радянський художній фільм 1986 року режисера Геннадія Полоки за творами Миколи Огнєва «Щоденник Кості Рябцева» і «Вихід Нікпетожа». Фільм з елементами ексцентричної комедії, є продовженням фільму «Наше покликання».

## Сюжет
За творами, листів і спогадів письменника та педагога Миколи Огнєва. Продовження доль героїв фільму «Наше покликання». Після виходу на пенсію заслужений педагог Микола Іванович Гудков згадує молодість, складний період НЕПу і свою діяльність в якості вожатого «піонерського форпосту» — одного з перших в країні піонерських загонів. Він веде мову про своїх друзів, недругів, вчителя, який був для нього прикладом, і про любов.

## У ролях
- Павло Кадочников —  Микола Іванович Гудков
- Валерій Золотухін —  Михайло Гаврилович Григор'єв
- Ія Саввіна —  Маргарита Анатоліївна Радигіна
- Ірина Ожеховська-Пєскова —  Ольга Яківна Васильєва
- Юрій Голубицький —  Матвій Матвійович Пендерицький
- Валентина Теличкіна —  Клара Петрівна Кашкіна
- Федір Нікітін —  Сергій Веніамінович Туманов
- Юлія Буригіна —  Ельза Густавівна Канцель
- Василь Міщенко —  Гудков в юності
- Наталія Михайлова —  Матильда Квашніна
- Ігор Наумов —  Сашка Гундобін
- Юрій Попович —  Філька Суботін
- Марія Овчинникова —  Чорна Роза
- Ілона Броневицька —  Герка Фрадкіна
- Олена Майорова —  Кастуська Фіалковський
- Ольга Іпполітова —  Валька
- Андрій Анкудінов —  Вєнька Сулькін
- Василь Семенов —  Коська
- Тетяна Попова —  Танька
- Володимир Смілянець —  Гришка
- Юрій Вьюшин —  Ванька
- Іван Бортник —  Сировегін
- Олексій Кожевников —  Папанька  (озвучив Георгій Віцин)
- Любов Омельченко —  Фрося з баяном
- Любов Малиновська —  інспектор губоно
- Володимир Маренков —  мотоцикліст з укома
- Нартай Бегалін —  Мухамедзянов
- Валентин Букін —  батько Галії Бекмухаметовой
- Віктор Уральський —  Матвій Маркелович, орендар яблучного саду
- Анатолій Шлаустас —  Мешалкин
- Лілія Гурова —  міліціянтка Клавдія Вульфівна
- Віктор Дьомін —  батько піонера Самочадова

## Знімальна група
- Режисер:  Геннадій Полока
- Автори сценарію: Євген Митько,  Геннадій Полока
- Оператори:  Ігор Ремішевський,  Олександр Рудь
- Художник:  Михайло Щеглов
- Композитор:  Андрій Ешпай
- Звукооператор:  Віктор Морс